# Immer am Weg dein Gesicht
Immer am Weg dein Gesicht ist ein deutscher Antikriegsfilm von Achim Hübner aus dem Jahr 1960, der von der DEFA für das Fernsehen der DDR produziert wurde.

## Handlung
In den späten 1950er-Jahren fährt Herbert Langer beruflich nach Minsk. Er arbeitet für eine Firma, die Rohre für eine Ölleitung anliefert. In Minsk wird er von der Dolmetscherin Gima begleitet und beide gehen am Silvesterabend in eine Bar. Seit seiner Ankunft in Minsk hat Herbert versucht, eine Telefonverbindung zu Sascha zu bekommen. Erst in der Bar kann Gima Sascha ans Telefon bekommen. Er reagiert begeistert, als er erfährt, dass Herbert in der Stadt ist, und kommt sofort zur Bar. Es stellt sich heraus, dass sich Sascha und Herbert aus dem Jahr 1944 kennen, als Sascha noch ein Kind war. Gima geht zu Herbert auf Distanz, doch erzählt er seine Geschichte.
Herbert war mit einem Kameraden gerade auf dem Weg zu seiner Division, als er vor sich einen Einsatz der SS bemerkte. Die Soldaten stürmten ein Haus, ein Russe wurde erschossen und zwei weitere, darunter eine junge Frau, festgenommen. Die beiden wurden an ihnen vorbeigeführt und der Blick der Frau berührte Herbert tief. Einmal mehr stellte er den Krieg und das Handeln der Deutschen infrage und das auch, als sie später in einem Mannschaftsheim sitzen. Ein Vorgesetzter hört Herberts Worte und entzieht ihm sein Soldbuch. Als er ihn abführen will, flieht Herbert und flüchtet in einen Wald. Die gefangene Russin, die Sonja heißt, wird unterdessen von SS-Hauptsturmführer Brüser verhört. Sie war vor dem Krieg Deutschlehrerin. Nun soll sie den Partisanen Kuleschow an die SS verraten, gibt jedoch vor, ihn nicht zu kennen. Brüser lässt Sonja frei, weil ihr so jeder und auch die Partisanen misstrauen werden. Er bietet ihr an, dass sie jederzeit zu ihm zurückkommen könne. Sonja flieht ebenfalls in den Wald und wird von den Partisanen gefunden, die kurz darauf auch Herbert entdecken. Der hatte einst das Eiserne Kreuz erhalten, das er nun heimlich von seiner Uniform entfernt und in einer Innentasche seiner Jacke versteckt.
Die Partisanen sind misstrauisch, da sie Sonja und Herbert fast zusammen entdeckt haben, und glauben, dass Sonja zu den Deutschen übergelaufen ist und Herbert zum Partisanenversteck geführt hat. Herbert erklärt, wann er Sonja zum ersten Mal gesehen hat und Sonja weigert sich strikt, zu Brüser zurückzukehren. Der Junge Sascha erscheint, der die Vorfälle im Mannschaftsheim miterlebt hat und so Herbert entlasten kann. Herbert bleibt bei den Partisanen, die langsam Vertrauen zu ihm fassen. Sie wollen ihren Kameraden Kuleschow befreien, der im SS-Hauptquartier in Minsk gefangen gehalten wird. Herbert bietet an, sich als Offizier verkleidet in die Stadt zu begeben und Kuleschows Lage auszukundschaften. Als Sascha seine Jacke zum Umarbeiten an sich nimmt, entdeckt er das Eiserne Kreuz. Herbert hatte bei seinem Aufgreifen angegeben, keine Auszeichnungen erhalten zu haben. Die Partisanen entziehen ihm nun den Auftrag und Sonja stimmt zu, selbst in die Stadt und zu Brüser zu gehen. Längst haben sich Herbert und Sonja ineinander verliebt, doch erkennen beide, dass es keinen anderen Ausweg gibt, um Kuleschows Leben zu retten.
Nach einigen Tagen übermittelt Sonja den Partisanen einen Plan mit den Räumen des SS-Hauptquartiers sowie der Zelle, in der sich Kuleschow befindet. Sie soll wie abgemacht eine Bombe im Hauptquartier zünden und die Explosion schließlich als Zeichen für die Partisanen dienen, das Gebäude zu stürmen. Während Sonja im Gebäude ist, postieren sich Herbert und die anderen Partisanen als deutsche Soldaten verkleidet vor dem Gebäude und simulieren eine Wagenpanne. Die Explosion bleibt jedoch aus. Sonja hatte gehört, wie Brüser zu Kuleschow gehen wollte, um ihn im Laufe einer letzten Folter umzubringen. In ihrer Not aktivierte sie zwar die Bombe mit einem Zeitschalter, bot sich jedoch Brüser an, um ihn am Umsetzen seiner Pläne zu hindern. Später verlässt sie gebrochen das Gebäude. Kurz nach ihrem Weggang, den Herbert und seine Männer sehen, explodiert die Bombe. Die Partisanen stürmen das Gebäude, erschießen die SS-Männer und befreien Kuleschow. Zurück im Quartier der Partisanen ist Sonja dem Selbstmord nahe. Sie kann das Erlebte nicht verdrängen und nur langsam akzeptieren, dass die Deutschen unter den Partisanen nicht wie Brüser sind. Einige Zeit später wird das Partisanenlager von der Wehrmacht angegriffen. Herbert verteidigt das Lager auch, um Sonja jegliche erneute Bekanntschaft mit der SS zu ersparen. Beide schmieden bereits Pläne für die Zukunft, als Sonja von einer Kugel getroffen wird und stirbt.
Herbert beendet seine Erzählung. Schlag Mitternacht stößt er mit Sascha und Gima auf Sonja an.

## Produktion
Der Film wurde in den Ateliers des DEFA-Studios für Spielfilme, Albrecht-Produktion, hergestellt. Der Arbeitstitel hieß Die Lichtung. Die Kostüme schuf Werner Bergemann, die Filmbauten stammten von Hans Poppe. Der Film lief am 27. Dezember 1960 erstmals auf DFF 1 im Fernsehen der DDR.

## Kritik
Der film-dienst nannte Immer am Weg dein Gesicht einen „Fernsehfilm, der das Tabuthema der Liebe zwischen einem Deutschen und einer Russin mit Pathos zu bewältigen sucht.“